# Dmytro Čyževskyj
Dmytro Ivanovyč Čyževskyj (ukrajinsky Дмитро Іванович Чижевський; 5. dubna 1894, Oleksandrija, Kirovohradská oblast – 18. dubna 1977, Heidelberg, Německo) byl ukrajinský filosof a literární vědec, působil mj. v Praze; roku 1935 objevil v Halle rukopisy části díla J. A. Komenského.
Byl jedním z nejvýznamnějších slavistů 20. století, dlouholetý „patriarcha“ a poslední polyhistor německé slavistiky.

## Život
Narodil se 5. dubna 1894 v rodině důstojníka carské armády. Studoval na univerzitách v Petrohradě (1911–1913) a v Kyjevě (1914–1919). Zúčastnil se revoluce roku 1917, člen Ukrajinské centrální rady UNR. V roce 1921 z politických důvodů vycestoval do Německa, kde studoval filosofii mj. u Jasperse, Heideggera a Husserla v Heidelbergu a Freiburgu. V letech 1924–1932 se podílel na organizování ukrajinských vzdělávacích institucí v Praze. Po roce 1945 byla Ukrajinská svobodná univerzita (založená 1921 ve Vídni) přemístěna z Prahy do Mnichova (kde existuje dodnes). Čyževskyj odjel tamtéž. V létech 1949–1956 byl profesorem na Harvardově univerzitě (USA). Rovněž řídil filosofické oddělení Ukrajinské svobodné akademie v New Yorku. Od roku 1956 do konce života zastával funkci ředitele Institutu slavistiky na Heidelberské univerzitě.

## Dílo
Dmytro Čyževskyj působil v celé řádě humanitních odvětví. Kromě filosofie, jazykovědy a literární vědy věnoval se kulturologii, religionistice, kulturní historii. Zabýval se Hegelovým vlivem na slovanskou vědu, studoval reflexi německé filosofie v ruské literatuře. Během svého bádaní o mystice v dílech Skovorody, Gogola a Dostojevského objevil v archivech univerzity v Halle četné rukopisy Jana Amose Komenského. Působil na celé řádě německých univerzit, je zakladatelem slavistických studií v Halle, Marburku a Heidelbergu.
Jako první zavedl koncepci slovanského, zejm. ukrajinského baroka. Svou Historii ukrajinské literatury koncipuje jako dějiny stylů, přičemž zdůrazňuje počáteční spojení s byzantskou kulturní tradici a pozdější souznění se západními literárními vlivy (poč. od 16. století).

## Práce D. Čyževského
- Seznam děl v Souborném katalogu ČR, jejichž autorem nebo tématem je Dmytro Čyževskyj
- «Логіка» (1924)
- «Dostojevskij Studien» (1931),
- «Hegel bei den Slaven» (1934),
- «Štúrova filozofia života» (1941),
- «Geschichte der altrussischen Literatur: Kiever Epoche» (1948 a 1960)
- «Outline of Comparative Slavic Literatures» (1952),
- «On Romanticism in Slavic Literatures» (1957),
- Das heilige Russland" (1959),
- «Russland zwischen Ost und West» (1961),
- «Russische Literaturgeschichte des 19 Jahrhunderts» (1964),
- «Comparative History of Slavic Literatures» (1971);

### z ukrajinistiky
- «Філософія на Україні» (1926),
- «Нариси з історії філософії на Україні» (1931),
- «Укр. літ. барок. Нариси», І–III (1941–44),
- «Історія укр. літератури від початків до доби реалізму» (1956),
- «Skovoroda, Dichter, Denker, Mystiker» (1974),
- «A History of Ukrainian Literature» (1975).